# الرابطة البرلمانية 1937–38
الرابطة البرلمانية 1937–38 (بالإنجليزية: 1937–38 Isthmian League)‏ هو موسم من دوري إسثميان. فاز فيه Leytonstone F.C. ‏.